# Teo Vidal i Sol
Teo Vidal i Sol (Perpinyà, 16 de març del 1951) és un periodista i activista polític catalanista de la Catalunya Nord, coordinador de Vilaweb a la Catalunya Nord.
Va ser el creador i redactor en cap de la revista mensual de participació lliure L'Alba, de Salvaterra: on tracta temes d'àmbit des de cultural fins polític i poètic. Alhora va començar el seu interès per a Internet, el programari lliure, i la confidencialitat de les dades informàtiques. L'any 1996 junts amb el catedràtic Llorenç Valverde va traduir al català la «Declaració d'Independència del Ciberespai» de l'estatunidenc John Perry Barlow.
Després de militar uns anys a ERC Catalunya Nord (reneixent) va ser l'impulsor de grups activistes i associacions militants polítiques, tot i que mai no es va presentar a eleccions, i sempre amb l'esperit associatiu, activista, independentista, democràtic i pro Països Catalans. Primer va ser impulsor i coordinador de l'Assemblea Nord-Catalana (A N-C), després va sumar-se activament a les reunions de la Crida 2000 de Lluís Maria Xirinacs, per una assemblea dels Països Catalans. Va crear la primera web informativa en català de Catalunya Nord 'C@tnord'.
Va ser impulsor i coordinador de Reagrupament Catalunya Nord (Vegueria) després d'adherir a Reagrupament des d'abril 2009. Va ser elegit com a membre de la mesa nacional d'aquesta associació a la primera Assemblea general nacional (setembre de 2009) a Barcelona arribant en dotzena posició amb 424 vots, després de ser-ho també com a coordinador territorial per a Catalunya Nord. Com a tal i per doble representació a la mesa, va dimitir els dies següents guardant la seua presència com a coordinador de Vegueria i deixant el seu lloc al qui el va reemplaçar per ordre de votacions a la primera assemblea, Roger Granados.
Des de l'inici del 2011, es va adherir al projecte de crear l'Assemblea Nacional Catalana, participant en la Conferència Nacional per l'estat propi i elegit, a continuació, com un dels tres membres nord-catalans al Consell Permanent. A l'inici del 2012, aquests tres eren els impulsors de la secció territorial regional (regió 10 de l'Assemblea nacional C) nord-catalana «Catalunya Nord per la Independència» constituïda oficialment el dilluns 23 de gener del 2012, però que ja es reunia sense formalitzar des de mesos. El 2013 va ocupar amb altres activistes la Casa de la Generalitat de Perpinyà per mantenir la corresponsalia de TV3 al nord.